# Jo-Ane van Dyk
Jo-Ane van Dyk est une athlète sud-africaine spécialiste du lancer du javelot née le 3 octobre 1997. Elle est championne d'Afrique de la discipline en 2022 et en 2024.

## Biographie
Jo-Ane van Dyk se révèle en 2015, lorsqu'à seulement 17 ans elle remporte les championnats d'Afrique juniors, puis décroche la médaille de bronze lors des Jeux africains à Brazzaville.
En 2022, après deux médailles d'argent, elle décroche l'or aux championnats d'Afrique, les trois lanceuses sud-africaines montant sur le podium.
En 2024, Jo-Ane van Dyk est vainqueur aux Jeux africains d'Accra (avec un record de la compétition), puis aux championnats nationaux, et conserve son titre de championne d'Afrique à Douala.
Elle devient vice-championne olympique 2024 derrière la Japonaise Haruka Kitaguchi, grâce à un lancer à 63,93 m, non loin de son record personnel de 64,22 m qu'elle avait établi en qualifications.

## Palmarès
| Date | Compétition                    | Lieu         | Résultat | Marque  |
| ---- | ------------------------------ | ------------ | -------- | ------- |
| 2015 | Championnats d'Afrique juniors | Addis Abeba  | 1re      | 49,47 m |
| 2015 | Jeux africains                 | Brazzaville  | 3e       | 50,52 m |
| 2016 | Championnats d'Afrique         | Durban       | 2e       | 56,22 m |
| 2016 | Championnats du monde juniors  | Bydgoszcz    | 2e       | 57,32 m |
| 2018 | Championnats d'Afrique         | Asaba        | 2e       | 53,72 m |
| 2019 | Universiade                    | Naples       | 6e       | 56,85 m |
| 2019 | Jeux africains                 | Rabat        | 2e       | 55,38 m |
| 2022 | Championnats d'Afrique         | Saint-Pierre | 1re      | 60,65 m |
| 2023 | Championnats du monde          | Budapest     | 10e      | 57,43 m |
| 2024 | Jeux africains                 | Accra        | 1re      | 60,80 m |
| 2024 | Championnats d'Afrique         | Douala       | 1re      | 57,03 m |
| 2024 | Jeux olympiques                | Paris        | 2e       | 63,93 m |

## Records
| Épreuve           | Marque  | Lieu  | Date        |
| ----------------- | ------- | ----- | ----------- |
| Lancer du javelot | 64,22 m | Paris | 7 août 2024 |